# 歧舌苔科
歧舌苔科（學名：Schistochilaceae）是苔綱葉苔目之下的一個科。